# Равнины Украины

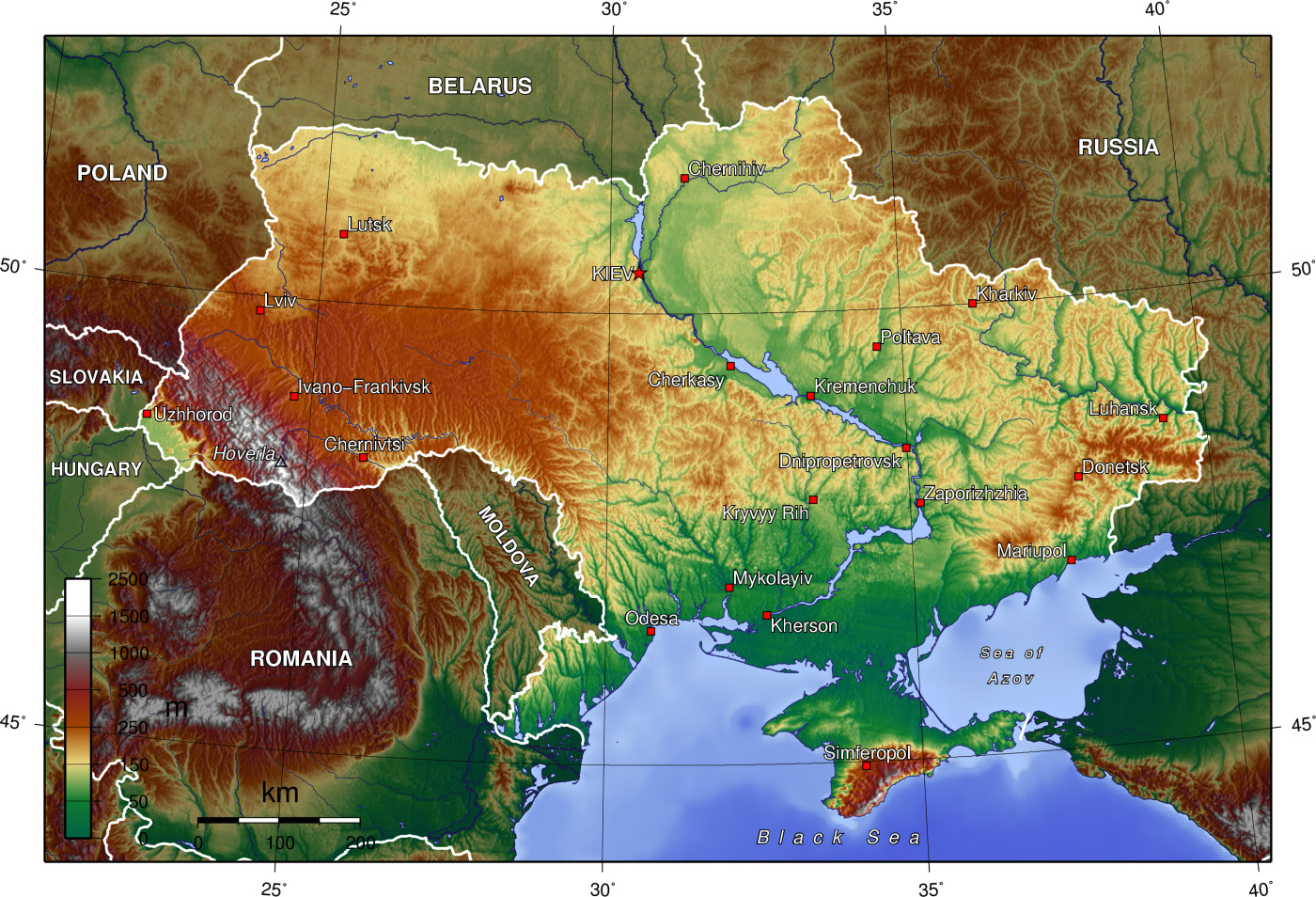
Карта рельефа Украины

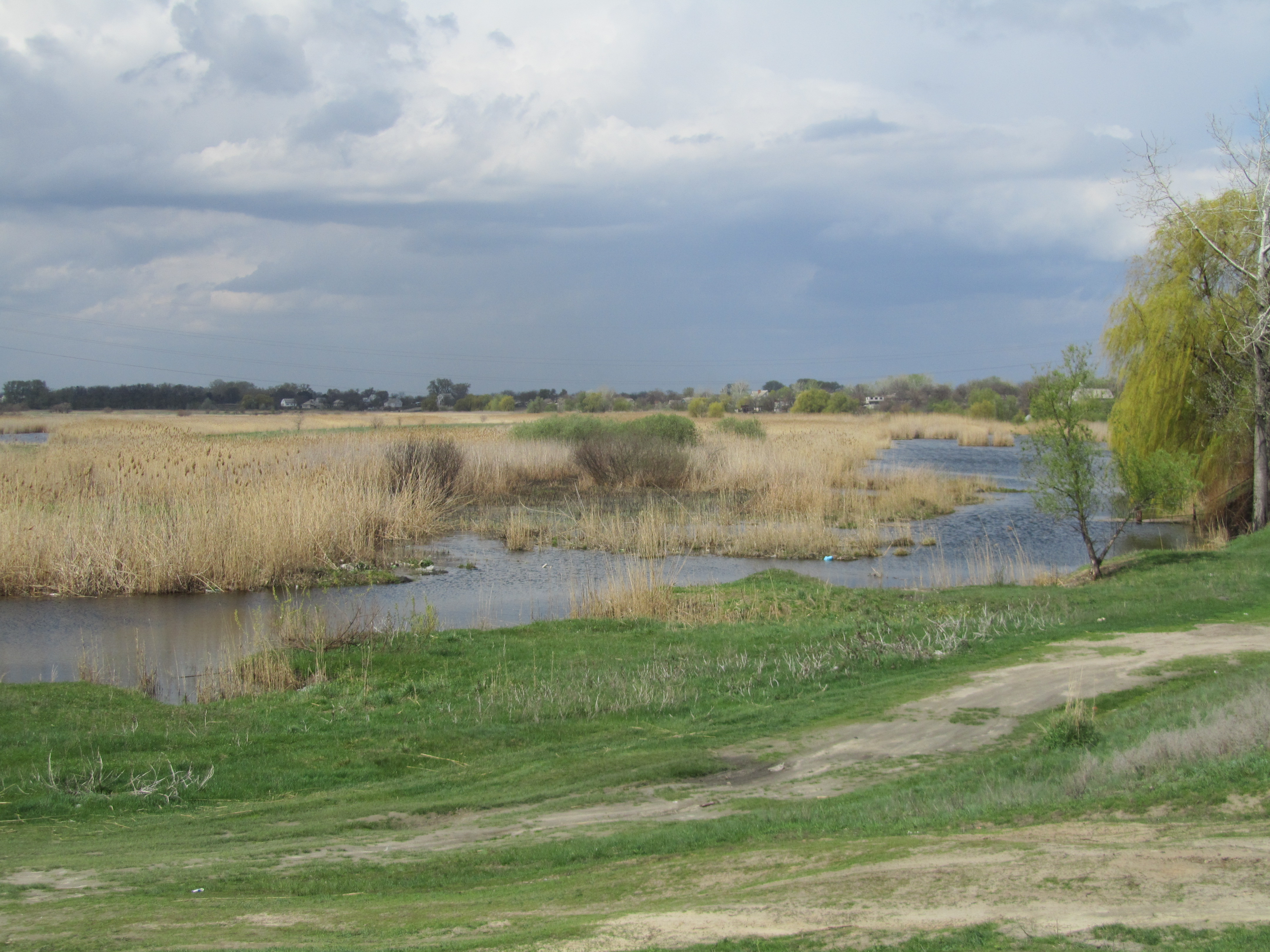
Приднепровская равнина

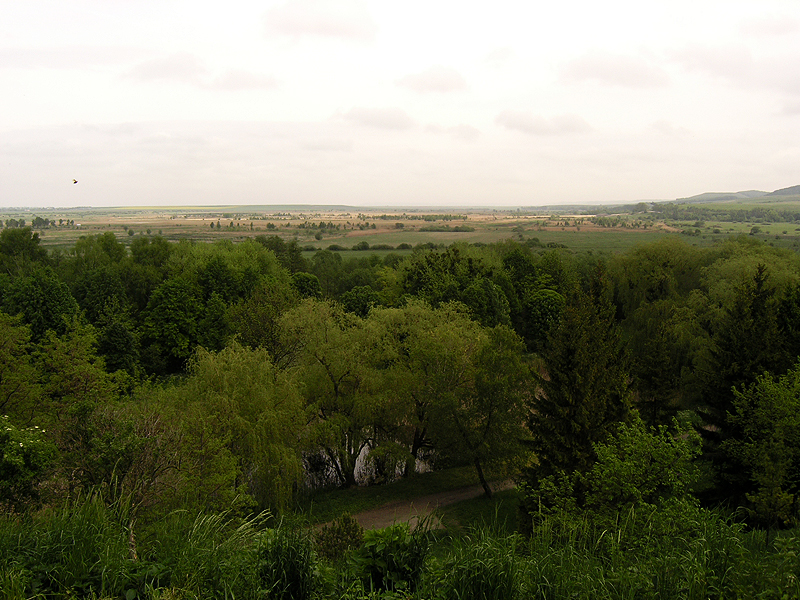
Львовская обл.

Равнины Украины (укр. Рівнини України) представлены двумя видами: 1) Низменные равнины высотой в среднем до 200 м; 2) Возвышенные равнины высотой в среднем до 500 м.
Поверхность равнин, в подавляющей части Украины горизонтальная (платформенная часть), в предгорных частях наклонённая, а в межгорных равнинах вогнутая.
Большая часть территории Украины лежит на юго-западе большой Восточно-Европейской равнины, в основе которой залегает давняя Восточно-Европейская платформа. Средняя высота равнинной части Украины составляет 175 м над уровнем моря.
Общий план строения поверхности Украине обусловлен тектоническими структурами, его определяют крупнейшие формы рельефа - Русская равнина, Украинские Карпаты и Крымские горы.
Согласно морфологии поверхности различают равнины плоские, ступенчатые (в том числе террасированные, например Приднепровская равнина), волнистые, холмистые и т.п. Выделяют также денудационные равнины и аккумулятивные равнины (речные, дельтовые, морские, ледниковые, водно-ледниковые и сложные генезы).

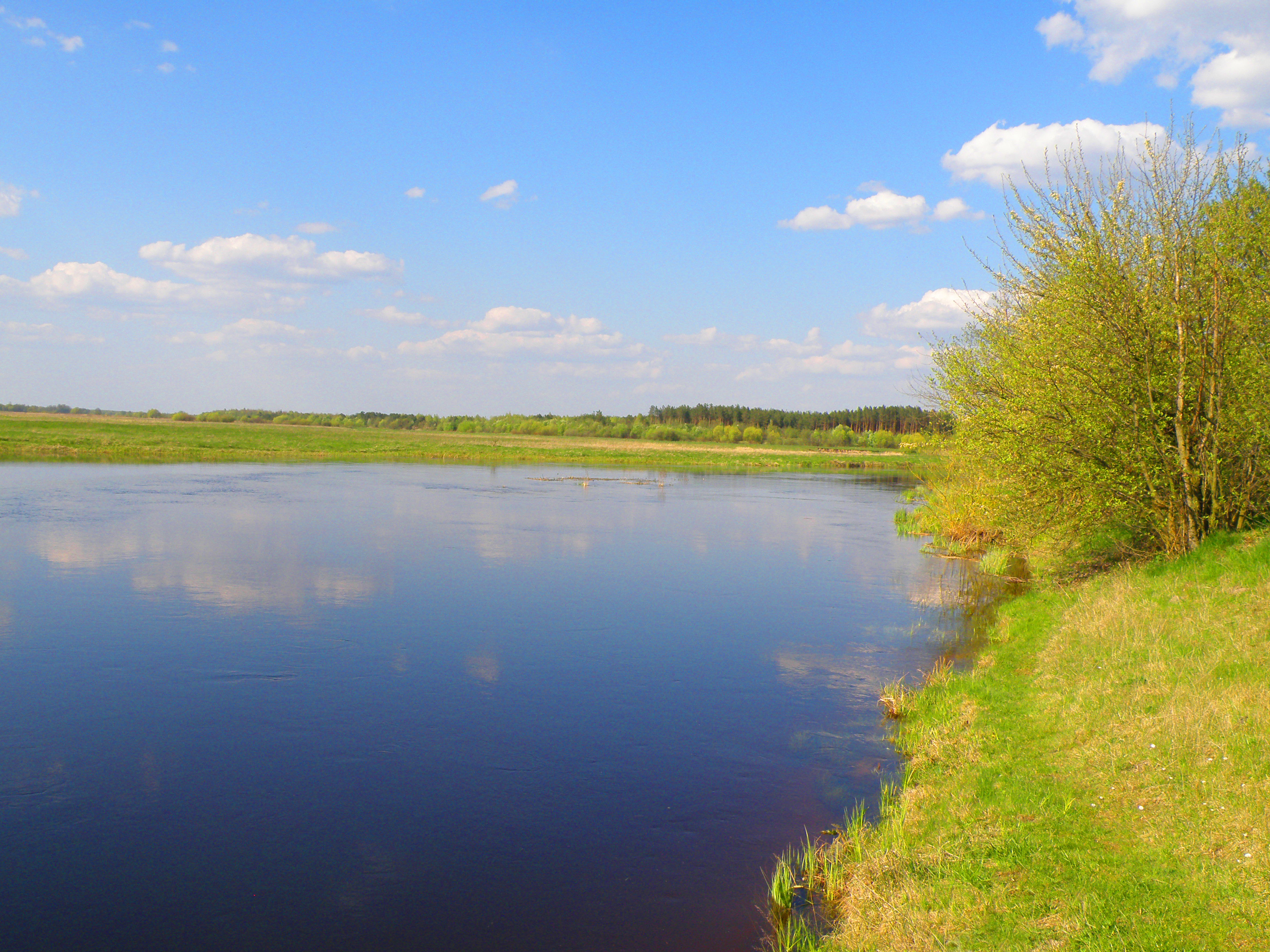
Полесье

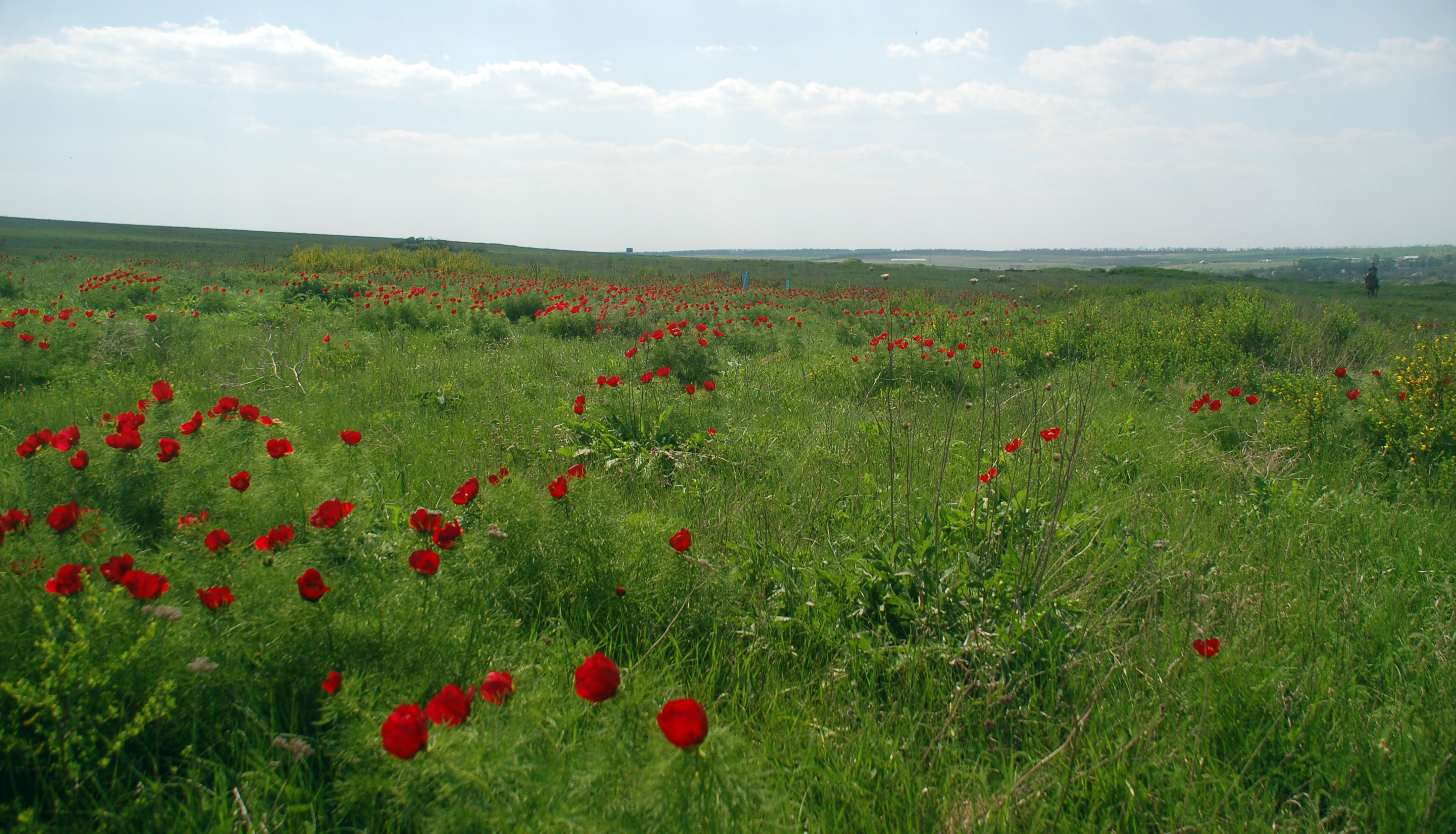
Приазовье

По генезису в Украине выделяют следующие равнины:
- Полесская равнина
- Приднепровская низменность
- Причерноморская низменность
- Закарпатская низменность

- Волыно-Подольская возвышенность
- Приднепровская возвышенность
- Приазовская возвышенность
- Донецкая возвышенность